# Gianmarco Pozzecco
Gianmarco Pozzecco (Gorizia, 15 de setembro de 1972), é um basquetebolista profissional italiano aposentado que atualmente é o assistente técnico no Cedevita Zagreb  na Liga Croata, Liga Adriática e Eurocopa.
O Jogador possui 1,80 m e 74 kg, atuava na posição Armador e defendendo a Seleção Italiana de Basquetebol conquistou a Medalha de Prata nos Jogos Olímpicos de Verão de 2004 em Atenas. Com este feito, Gianmarco e seus companheiros receberam a Ordem do Mérito da República Italiana em 27 de setembro de 2004